# Ordina Open 1995
L'Ordina Open 1995 è stato un torneo di tennis giocato sull'erba.   
È stata la 6ª edizione del torneo, che fa parte della categoria World Series nell'ambito dell'ATP Tour 1995.
Il torneo si è giocato a Rosmalen, vicino 's-Hertogenbosch nei Paesi Bassi, dal 12 al 19 giugno 1995.

## Campioni

### Singolare
Karol Kučera ha battuto in finale  Anders Järryd con il punteggio di 7–6(7), 7–6(4)

### Doppio
Richard Krajicek /  Jan Siemerink hanno battuto in finale  Hendrik Jan Davids /  Andrej Ol'chovskij con il punteggio di 7–5, 6–3